# Ecuadoraans voetbalelftal in 2005
Het Ecuadoraans voetbalelftal speelde in totaal zeventien interlands in het jaar 2005, waaronder zeven wedstrijden in de kwalificatiereeks voor het WK voetbal 2006 in Duitsland. De selectie eindigde als derde in de CONMEBOL-zone en plaatste zich zodoende voor de tweede keer op rij voor de WK-eindronde. De ploeg stond onder leiding van de Colombiaanse bondscoach Luis Fernando Suárez.

## Balans
| Wedstrijden | Wedstrijden | Wedstrijden | Wedstrijden | Doelpunten | Doelpunten | Doelpunten | Punten |
| Gespeeld    | Winst       | Gelijk      | Verlies     | Voor       | Tegen      | Saldo      | Punten |
| ----------- | ----------- | ----------- | ----------- | ---------- | ---------- | ---------- | ------ |
| 17          | 8           | 4           | 5           | 23         | 21         | +2         | 1.176  |

## Interlands
|                                                       |                                           |       |        |                                                                                 |
| 26 januari Vriendschappelijk № 352 «onderlinge duels» | Ecuador                                   | 2 – 0 | Panama | Estadio Bellavista, Ambato Toeschouwers: 5.000 Scheidsrechter: Luis Vasco (ECU) |
| 26 januari Vriendschappelijk № 352 «onderlinge duels» | Otilino Tenorio 88' Otilino Tenorio 90+1' |       |        | Estadio Bellavista, Ambato Toeschouwers: 5.000 Scheidsrechter: Luis Vasco (ECU) |

|                                                       |                                       |       |        |                                                                                                   |
| 29 januari Vriendschappelijk № 353 «onderlinge duels» | Ecuador                               | 2 – 0 | Panama | Estadio Estadio Rafael Vera Yépez, Babahoyo Toeschouwers: 6.000 Scheidsrechter: Pedro Ramos (ECU) |
| 29 januari Vriendschappelijk № 353 «onderlinge duels» | Iván Kaviedes 45' Otilino Tenorio 56' |       |        | Estadio Estadio Rafael Vera Yépez, Babahoyo Toeschouwers: 6.000 Scheidsrechter: Pedro Ramos (ECU) |

|                                                       |                                                              |       |         |                                                                                           |
| 9 februari Vriendschappelijk № 354 «onderlinge duels» | Chili                                                        | 3 – 0 | Ecuador | Estadio Sausalito, Viña del Mar Toeschouwers: 15.000 Scheidsrechter: Gabriel Favale (ARG) |
| 9 februari Vriendschappelijk № 354 «onderlinge duels» | Claudio Maldonado 25' Mark González 35' Mauricio Pinilla 83' |       |         | Estadio Sausalito, Viña del Mar Toeschouwers: 15.000 Scheidsrechter: Gabriel Favale (ARG) |

|                                                        |                 |       |                                          |                                                                                                  |
| 16 februari Vriendschappelijk № 355 «onderlinge duels» | Costa Rica      | 1 – 2 | Ecuador                                  | Estadio Eladio Rosabal Cordero, Heredia Toeschouwers: onbekend Scheidsrechter: Edgar Durán (CRC) |
| 16 februari Vriendschappelijk № 355 «onderlinge duels» | Ever Alfaro 46' |       | 61' (pen.) Marlon Ayoví 87' Jorge Guagua | Estadio Eladio Rosabal Cordero, Heredia Toeschouwers: onbekend Scheidsrechter: Edgar Durán (CRC) |

|                                                             |                                                                                                 |       |                                             |                                                                                             |
| 27 maart WK-kwalificatie № 356 «onderlinge duels» 15:00 uur | Ecuador                                                                                         | 5 – 2 | Paraguay                                    | Estadio Olímpico Atahualpa, Quito Toeschouwers: 32.449 Scheidsrechter: Gustavo Méndez (URU) |
| 27 maart WK-kwalificatie № 356 «onderlinge duels» 15:00 uur | Luis Valencia 32' Edison Méndez 45' Edison Méndez 48' Luis Valencia 50' Marlon Ayoví 76' (pen.) |       | 9' (pen.) José Cardozo 14' Salvador Cabañas | Estadio Olímpico Atahualpa, Quito Toeschouwers: 32.449 Scheidsrechter: Gustavo Méndez (URU) |

|                                                   |                                        |       |                                        |                                                                                  |
| 30 maart WK-kwalificatie № 357 «onderlinge duels» | Peru                                   | 2 – 2 | Ecuador                                | Estadio Nacional, Lima Toeschouwers: 40.000 Scheidsrechter: Carlos Chandía (CHI) |
| 30 maart WK-kwalificatie № 357 «onderlinge duels» | Paolo Guerrero 1' Jefferson Farfán 58' |       | 4' Ulises de la Cruz 45' Luis Valencia | Estadio Nacional, Lima Toeschouwers: 40.000 Scheidsrechter: Carlos Chandía (CHI) |

|                                                  |                   |       |          |                                                                                        |
| 4 mei Vriendschappelijk № 358 «onderlinge duels» | Ecuador           | 1 – 0 | Paraguay | Giants Stadium, East Rutherford Toeschouwers: 5.000 Scheidsrechter: Terry Vaughn (USA) |
| 4 mei Vriendschappelijk № 358 «onderlinge duels» | Edison Méndez 51' |       |          | Giants Stadium, East Rutherford Toeschouwers: 5.000 Scheidsrechter: Terry Vaughn (USA) |

|                                                           |                                        |       |            |                                                                                           |
| 4 juni WK-kwalificatie № 359 «onderlinge duels» 16:00 uur | Ecuador                                | 2 – 0 | Argentinië | Estadio Olímpico Atahualpa, Quito Toeschouwers: 37.583 Scheidsrechter: Rubén Selman (CHI) |
| 4 juni WK-kwalificatie № 359 «onderlinge duels» 16:00 uur | Christian Lara 53' Agustín Delgado 89' |       |            | Estadio Olímpico Atahualpa, Quito Toeschouwers: 37.583 Scheidsrechter: Rubén Selman (CHI) |

|                                                           |                                                        |       |         |                                                                                             |
| 8 juni WK-kwalificatie № 360 «onderlinge duels» 15:00 uur | Colombia                                               | 3 – 0 | Ecuador | Estadio Metropolitano, Barranquilla Toeschouwers: 20.402 Scheidsrechter: Carlos Simon (BRA) |
| 8 juni WK-kwalificatie № 360 «onderlinge duels» 15:00 uur | Tressor Moreno 5' Tressor Moreno 9' Martín Arzuaga 70' |       |         | Estadio Metropolitano, Barranquilla Toeschouwers: 20.402 Scheidsrechter: Carlos Simon (BRA) |

|                                                              |                         |       |              |                                                                                         |
| 11 juni Vriendschappelijk № 361 «onderlinge duels» 20:45 uur | Ecuador                 | 1 – 1 | Italië       | Giants Stadium, East Rutherford Toeschouwers: 27.583 Scheidsrechter: Terry Vaughn (USA) |
| 11 juni Vriendschappelijk № 361 «onderlinge duels» 20:45 uur | Marlon Ayoví 18' (pen.) |       | 6' Luca Toni | Giants Stadium, East Rutherford Toeschouwers: 27.583 Scheidsrechter: Terry Vaughn (USA) |

|                                                        |                                                    |       |                   |                                                                                         |
| 17 augustus Vriendschappelijk № 362 «onderlinge duels» | Ecuador                                            | 3 – 1 | Venezuela         | Estadio Monumental, Guayaquil Toeschouwers: 10.000 Scheidsrechter: Carlos Vásquez (ECU) |
| 17 augustus Vriendschappelijk № 362 «onderlinge duels» | Félix Borja 7' Cristian Lara 40' Cristian Lara 67' |       | 70' Ruberth Morán | Estadio Monumental, Guayaquil Toeschouwers: 10.000 Scheidsrechter: Carlos Vásquez (ECU) |

|                                                                |                |       |                                        |                                                                                          |
| 3 september WK-kwalificatie № 363 «onderlinge duels» 15:00 uur | Bolivia        | 1 – 2 | Ecuador                                | Estadio Hernando Siles, La Paz Toeschouwers: 8.434 Scheidsrechter: Héctor Baldassi (ARG) |
| 3 september WK-kwalificatie № 363 «onderlinge duels» 15:00 uur | Doyle Vaca 41' |       | 8' Agustín Delgado 49' Agustín Delgado | Estadio Hernando Siles, La Paz Toeschouwers: 8.434 Scheidsrechter: Héctor Baldassi (ARG) |

|                                                              |         |       |         |                                                                                             |
| 8 oktober WK-kwalificatie № 364 «onderlinge duels» 16:00 uur | Ecuador | 0 – 0 | Uruguay | Estadio Olímpico Atahualpa, Quito Toeschouwers: 37.270 Scheidsrechter: Márcio Rezende (BRA) |
| 8 oktober WK-kwalificatie № 364 «onderlinge duels» 16:00 uur |         |       |         | Estadio Olímpico Atahualpa, Quito Toeschouwers: 37.270 Scheidsrechter: Márcio Rezende (BRA) |

|                                                               |       |       |         |                                                                                        |
| 12 oktober WK-kwalificatie № 365 «onderlinge duels» 21:30 uur | Chili | 0 – 0 | Ecuador | Estadio Nacional, Santiago Toeschouwers: 50.000 Scheidsrechter: Horacio Elizondo (ARG) |
| 12 oktober WK-kwalificatie № 365 «onderlinge duels» 21:30 uur |       |       |         | Estadio Nacional, Santiago Toeschouwers: 50.000 Scheidsrechter: Horacio Elizondo (ARG) |

|                                                                  |                                                          |       |         |                                                                                |
| 13 november Vriendschappelijk № 366 «onderlinge duels» 17:45 uur | Polen                                                    | 3 – 0 | Ecuador | Mini Estadi, Barcelona Toeschouwers: 6.000 Scheidsrechter: Xavier Moreno (ESP) |
| 13 november Vriendschappelijk № 366 «onderlinge duels» 17:45 uur | Tomasz Kłos 2' Euzebiusz Smolarek 58' Sebastian Mila 90' |       |         | Mini Estadi, Barcelona Toeschouwers: 6.000 Scheidsrechter: Xavier Moreno (ESP) |

|                                                   |                                   |       |                 |                                                                                    |
| 27 december Cairo LG Cup № 367 «onderlinge duels» | Senegal                           | 2 – 1 | Ecuador         | Cairo International Stadium, Caïro Toeschouwers: onbekend Scheidsrechter: onbekend |
| 27 december Cairo LG Cup № 367 «onderlinge duels» | Mamadou Camara 19' Sidi Keita 90' |       | 40' Félix Borja | Cairo International Stadium, Caïro Toeschouwers: onbekend Scheidsrechter: onbekend |

|                                                   |                                      |       |                  |                                                                                    |
| 29 december Cairo LG Cup № 368 «onderlinge duels» | Oeganda                              | 2 – 1 | Ecuador          | Cairo International Stadium, Caïro Toeschouwers: onbekend Scheidsrechter: onbekend |
| 29 december Cairo LG Cup № 368 «onderlinge duels» | Geofrey Massa 47' Martin Muwanga 53' |       | 2' Iván Kaviedes | Cairo International Stadium, Caïro Toeschouwers: onbekend Scheidsrechter: onbekend |

## FIFA-wereldranglijst
| JAN | FEB | MAR | APR | MEI | JUN | JUL | AUG | SEP | OKT | NOV | DEC |
| --- | --- | --- | --- | --- | --- | --- | --- | --- | --- | --- | --- |
| 39  | 37  | 36  | 34  | 34  | 34  | 33  | 33  | 33  | 36  | 37  | 37  |

## Statistieken
| Edwin Villafuerte     | 1979-03-12 | Barcelona Sporting Club    | 10 | 0 | 0 | 14  | 0  |
| Cristian Mora         | 1979-08-26 | LDU Quito                  | 4  | 0 | 0 | 4   | 0  |
| Damián Lanza          | 1982-04-10 | Deportivo Cuenca           | 2  | 0 | 0 | 5   | 0  |
| José Cevallos         | 1971-04-17 | Barcelona Sporting Club    | 1  | 0 | 0 | 77  | 0  |
| Verdediging           |            |                            |    |   |   |     |    |
| Giovanny Espinoza     | 1977-04-12 | LDU Quito                  | 11 | 0 | 0 | 53  | 2  |
| Iván Hurtado          | 1974-08-16 | Al-Arabi                   | 9  | 0 | 0 | 127 | 5  |
| Jorge Guagua          | 1981-09-28 | Club Deportivo El Nacional | 8  | 2 | 1 | 13  | 1  |
| Ulises de la Cruz     | 1974-02-08 | Aston Villa                | 8  | 1 | 1 | 82  | 5  |
| Neicer Reasco         | 1977-07-23 | LDU Quito                  | 8  | 1 | 0 | 28  | 0  |
| Erick de Jesús        | 1982-11-08 | Club Deportivo El Nacional | 5  | 0 | 0 | 8   | 0  |
| Fricson George        | 1974-09-16 | Barcelona Sporting Club    | 3  | 2 | 0 | 15  | 0  |
| Renán Calle           | 1976-09-08 | Sociedad Deportiva Aucas   | 2  | 3 | 0 |     |    |
| José Luis Cortez      | 1979-11-21 | Sociedad Deportiva Aucas   | 2  | 1 | 0 | 3   | 0  |
| Carlos Castro         | 1978-09-24 | Club Deportivo El Nacional | 2  | 0 | 0 | 2   | 0  |
| Óscar Bagüí           | 1982-12-10 | Centro Deportivo Olmedo    | 1  | 2 | 0 |     |    |
| Juan Triviño          | 1980-09-03 | Club Sport Emelec          | 0  | 3 | 0 |     |    |
| Carlos Caicedo        | 1974-06-25 | Centro Deportivo Olmedo    | 0  | 1 | 0 |     |    |
| Jairo Campos          | 1984-07-18 | LDU Quito                  | 0  | 1 | 0 | 2   | 0  |
| Middenveld            |            |                            |    |   |   |     |    |
| Marlon Ayoví          | 1971-09-27 | Sociedad Deportivo Quito   | 14 | 0 | 3 | 70  | 5  |
| Edwin Tenorio         | 1976-06-16 | Barcelona Sporting Club    | 12 | 0 | 0 | 68  | 0  |
| Luis Antonio Valencia | 1985-08-04 | Recreativo Huelva          | 10 | 2 | 3 | 14  | 3  |
| Paul Ambrosi          | 1980-10-14 | LDU Quito                  | 10 | 2 | 0 | 21  | 0  |
| Edison Méndez         | 1979-03-16 | LDU Quito                  | 8  | 0 | 3 | 59  | 10 |
| Christian Lara        | 1980-04-27 | Club Deportivo El Nacional | 6  | 8 | 3 |     |    |
| Luis Saritama         | 1983-10-20 | Sociedad Deportivo Quito   | 4  | 4 | 0 | 10  | 0  |
| Segundo Castillo      | 1982-05-15 | Club Deportivo El Nacional | 4  | 2 | 0 |     |    |
| Luis Caicedo          | 1979-05-12 | Centro Deportivo Olmedo    | 3  | 6 | 0 |     |    |
| Walter Ayoví          | 1979-08-11 | Barcelona Sporting Club    | 3  | 3 | 4 | 16  | 0  |
| David Quiroz          | 1982-09-08 | Club Deportivo El Nacional | 2  | 4 | 0 |     |    |
| Roberto Miña          | 1984-11-07 | FC Dallas                  | 1  | 5 | 0 | 11  | 0  |
| Leonardo Soledispa    | 1983-01-15 | Barcelona Sporting Club    | 1  | 2 | 0 |     |    |
| Christian Gómez       | 1975-10-29 | Centro Deportivo Olmedo    | 1  | 1 | 0 | 2   | 0  |
| Patricio Urrutia      | 1978-10-15 | LDU Quito                  | 1  | 0 | 0 |     |    |
| Ángel Escobar         | 1981-03-20 | Barcelona Sporting Club    | 0  | 1 | 0 | 1   | 0  |
| Armando Paredes       | 1984-06-18 | Barcelona Sporting Club    | 0  | 1 | 0 | 1   | 0  |
| Aanval                |            |                            |    |   |   |     |    |
| Agustín Delgado       | 1974-12-23 | Barcelona Sporting Club    | 7  | 1 | 3 | 67  | 29 |
| Félix Borja           | 1983-04-02 | Club Deportivo El Nacional | 6  | 0 | 2 | 6   | 2  |
| Otilino Tenorio       | 1980-02-01 | Club Deportivo El Nacional | 5  | 1 | 3 |     |    |
| Iván Kaviedes         | 1977-10-24 | Argentinos Juniors         | 5  | 1 | 2 | 42  | 14 |
| Jhonny Baldeón        | 1981-06-15 | Club Atlético Talleres     | 1  | 1 | 0 | 9   | 3  |
| Carlos Tenorio        | 1979-05-14 | Al-Sadd                    | 2  | 1 | 0 | 26  | 4  |
| Walter Calderón       | 1977-10-17 | Deportivo Cuenca           | 1  | 3 | 0 |     |    |
| Franklin Salas        | 1981-08-30 | LDU Quito                  | 1  | 3 | 0 | 23  | 2  |
| Cristian Benítez      | 1986-05-01 | Club Deportivo El Nacional | 1  | 2 | 0 | 3   | 0  |
| Pablo Palacios        | 1982-02-05 | Sociedad Deportiva Aucas   | 0  | 2 | 0 | 2   | 0  |
| Wilfrido Vinces       | 1983-12-05 | Sociedad Deportivo Quito   | 0  | 2 | 0 | 2   | 0  |
| Felipe Caicedo        | 1988-09-05 | Rocafuerte FC              | 0  | 1 | 0 | 1   | 0  |

FEF · A-internationals · Bondscoaches · Selecties · Statistieken · Ecuadoraans vrouwenelftal · Olympisch elftal · Ecuador U21 · Ecuador U20 · Ecuador U18 · Ecuador U17
1938 – 1949 ·
1950 – 1959 ·
1960 – 1969 ·
1970 – 1979 ·
1980 – 1989 ·
1990 – 1999 ·
2000 – 2009 ·
2010 – 2019 ·
2020 − 2029
WK 2002 · 
WK 2006 · 
WK 2014
1938 · 
1939 · 
1940 · 
1941 · 
1942 · 
1943 · 1944 · 
1945 · 
1946 · 
1947 · 
1948 · 
1949 · 
1950 · 1951 · 1952 · 
1953 · 
1954 · 
1955 · 
1956 · 
1957 · 
1958 · 
1959 · 
1960 · 
1961 · 1962 · 
1963 · 
1964 · 
1965 · 
1966 · 
1967 · 1968 · 
1969 · 
1970 · 
1971 · 
1972 · 
1973 · 
1974 · 
1975 · 
1976 · 
1977 · 
1978 · 
1979 · 
1980 · 
1981 · 
1982 · 
1983 · 
1984 · 
1985 · 
1986 · 
1987 · 
1988 · 
1989 · 
1990 · 
1991 · 
1992 · 
1993 · 
1994 · 
1995 · 
1996 · 
1997 · 
1998 · 
1999 · 
2000 · 
2001 · 
2002 · 
2003 · 
2004 · 
2005 · 
2006 · 
2007 · 
2008 · 
2009 · 
2010 · 
2011 · 
2012 · 
2013 · 
2014 · 
2015 · 
2016 · 
2017 ·
2018 ·
2019 ·
2020 ·
2021 ·
2022
Argentinië ·
Armenië ·
Australië ·
Bolivia · 
Brazilië ·
Bulgarije ·
Canada ·
Chili ·
Colombia ·
Costa Rica ·
Cuba ·
Denemarken ·
DDR ·
Duitsland ·
El Salvador ·
Engeland ·
Estland ·
Finland ·
Frankrijk ·
Griekenland ·
Guatemala ·
Haïti ·
Honduras ·
Ierland ·
Irak ·
Iran ·
Italië ·
Jamaica ·
Japan ·
Joegoslavië ·
Jordanië ·
Kaapverdië ·
Koeweit ·
Kroatië · 
Libanon ·
Mexico ·
Nederland ·
Nigeria ·
Noord-Macedonië ·
Oeganda ·
Oman ·
Panama ·
Paraguay ·
Peru ·
Polen ·
Portugal ·
Qatar ·
Roemenië ·
Saoedi-Arabië ·
Schotland ·
Senegal ·
Spanje ·
Trinidad en Tobago ·
Turkije · 
Uruguay ·
Venezuela ·
Verenigde Staten ·
Wit-Rusland ·
Zambia ·
Zuid-Afrika ·
Zuid-Korea ·
Zweden ·
Zwitserland
Costa Rica (2006) · 
Duitsland (2006) · 
Engeland (2006) · 
Frankrijk (2014) · 
Honduras (2014) · 
Nederland (2022) · 
Polen (2006) · 
Qatar (2022) · 
Zwitserland (2014)